# Claire Blanche-Benveniste
Pour les articles homonymes, voir Blanche et Benveniste.
Claire Blanche-Benveniste, née le 14 janvier 1935 dans le 4e arrondissement de Lyon et décédée le 29 avril 2010 à Aix-en-Provence, est une linguiste française.

## Biographie
Claire Blanche-Benveniste était la fille d'un libraire lyonnais, Saby Benveniste, et de Rose Grunblatt.
Elle a étudié la philologie à la Sorbonne avec Robert-Léon Wagner et Jean Boutière et elle est admise à l'agrégation de lettres modernes en 1960. Assistante pendant trois ans au Liban, à Lyon et à Paris, elle s'est rapprochée en 1964 de Jean Stéfanini (de) à l'Université d'Aix-Marseille, où elle devient maître-assistante. En 1968, elle fait un séjour à l'université Lovanium de Kinshasa ; elle y rencontre le linguiste belge Karel van den Eynde et commence avec lui, et avec l'université de Louvain, une longue collaboration. Elle soutient en 1975, sous la direction de Robert-Léon Wagner, sa thèse intitulée Recherches en vue d'une théorie de la grammaire française. Essai d'application à la syntaxe des pronoms. Elle est ensuite nommée professeure de linguistique française à l'Université de Provence, où elle a travaillé au département de linguistique française. Parallèlement, elle devient directrice d’études cumulant à l'École pratique des hautes études de 1994 à 2002.

## Œuvre scientifique
Les recherches et publications de Claire Blanche-Benveniste ont porté notamment sur la langue parlée et sur l'intercompréhension en langues romanes. Avec José Deulofeu, Colette Jeanjean, Jean Stéfanini et André Valli elle a fondé le groupe de recherche Groupe aixois de recherches en syntaxe (GARS). Elle a initié en 1974 et contribué à animer jusqu'en 2004 une publication annuelle Recherches sur le français parlé. Elle avait également conçu un projet d’Encyclopédie grammaticale du français.
Elle a toujours été attachée à la constitution de corpus, aussi vastes que possible, et a œuvré avec son équipe à la réalisation d'un corpus pour le français reposant sur des sources variées. Elle était très attentive aux problèmes du recueil des données, notamment pour la langue orale. En matière de théorie grammaticale, elle a donné la priorité à la description, appuyée sur des exemples attestés et faisant toute sa place à la langue parlée. Elle s'est intéressée aussi à la composante linguistique de l'échec scolaire, à partir d'enquêtes menées dans les écoles de Marseille et plus tard de Romans.

## Publications
- Choix de textes de français parlé, Claire Blanche-Benveniste, Christine Rouget, Frédéric Sabio, Champion, 2002 http://5376961596725889286-a-1802744773732722657-s-sites.googlegroups.com/site/mathieuavanzi/book-reviews/Schneider-07.pdf  (ISBN 9782708008304)
- Le français parlé, Claire Blanche-Benveniste, CNRS, 1997  (ISBN 978-227105535-4)
- L'intercompréhension : le cas des langues romanes, réd. Claire Blanche-Benveniste, André Valli, Le français dans le monde, Recherches et applications, no 11, janvier 1997, http://www.fdlm.org/fle/ra/11-inter.php
- Approches de la langue parlée en français, Claire Blanche-Benveniste, Ophrys, 1997  (ISBN 978-270800830-4)
- Eurom 4 : méthode d'enseignement de quatre langues romanes, Claire Blanche-Benveniste, André Valli et alii, Firenze, Nuova Italia Éditrice, 1997
- Approches de la langue parlée en français, Claire Blanche-Benveniste, Ophrys, 2004   (ISBN 978-27080083-04)
- De l’utilité du corpus linguistique, Claire Blanche-Benveniste, in Revue française de linguistique appliquée, volume I-2, p. 25-42, 1996
- Constitution et exploitation d’un grand corpus, Claire Blanche-Benveniste, volume IV-1, p. 65-74, 1999
- Français parlé-oral spontané : quelques réflexions, Mireille Bilger, Claire Blanche-Benveniste, volume IV-2, p. 21-30, 1999
- Grammaire et Histoire de la grammaire. Hommage à la mémoire de Jean Stéfanini, Claire Blanche-Benveniste, André Chervel, Maurice Gross, Publications de l'Université de Provence, 1990  (ISBN 978-285399200-8)
- Pronom et syntaxe. L'approche pronominale et son application au français, Claire Blanche-Benveniste, José Deulofeu, Jean Stéfanini (de), Karel van den Eynde, Paris, SELAF, p. 245, 1984  (ISBN 9782852972025)
- Recherches en vue d'une théorie de la grammaire française. Essai d'application à la syntaxe des pronoms, Claire Blanche-Benveniste, Paris, Champion, 1975
- Le français parlé, études grammaticales, Claire Blanche-Benveniste, CNRS, 1998  (ISBN 9782222040835)
- L’orthographe, Claire Blanche-Benveniste, André Chervel, Paris, INRP, Retz, Maspéro, 1978
- Le français parlé : transcription et édition, Claire Blanche-Benveniste, Colette Jeanjean, Publication du Trésor de la langue française, INALF, Didier Érudition 1987  (ISBN 978-2864601067)
- « Syntaxe et mécanismes descriptifs : présentation de l'approche pronominale », Karel Van den Eynde, Claire Blanche-Benveniste, Cahiers de Lexicologie 32, 3-27, 1978

Une liste des publications de Claire Blanche-Benveniste établie par Pierre Swiggers, complète à la date de 1997, est parue dans le volume d'Hommages Analyse linguistique et approche de l'oral. Elle comporte 120 publications, plus l'annonce de quelques publications à paraître.

## Hommages
- Analyse linguistique et approche de l'oral. Recueil d'études offert en hommage à Claire Blanche-Benveniste, éd. par Mireille Bilger, Karel van den Eynde et Françoise Gadet (coll. « Orbis/Supplementa. Monographies publiées par le Centre international de dialectologie générale (Louvain) », 10), Leuven-Paris, Peeters, 1998.

Elle a été nommée chevalier de la Légion d’honneur en 2004 et docteur honoris causa de l'université de Louvain en 2007.